# Nikolaj Pučkov
Nikolaj Georgievič Pučkov (in russo Николай Георгиевич Пучков?; Mosca, 30 gennaio 1930 – San Pietroburgo, 8 agosto 2005) è stato un hockeista su ghiaccio sovietico, dal 1991 russo.

## Palmarès

### Olimpiadi invernali
- 2 medaglie:
  - 1 oro (Cortina d'Ampezzo 1956)
  - 1 bronzo (Squaw Valley 1960)

### Mondiali
- 7 medaglie:
  - 2 ori (Stoccolma 1954; Cortina d'Ampezzo 1956)
  - 4 argenti (Germania 1955; Mosca 1957; Oslo 1958; Praga 1959)
  - 1 bronzo (Squaw Valley 1960)